# Зверев, Сергей Алексеевич
Серге́й Алексе́евич Зве́рев (5 [18] октября 1912, дер. Софронково, Новгородская губерния — 17 декабря 1978, Москва) — советский государственный деятель, министр оборонной промышленности СССР (1965—1978). Герой Социалистического Труда, лауреат Ленинской премии.

## Биография
Трудовую деятельность начал рабочим в 1930 году. В 1936 году окончил Ленинградский институт точной механики и оптики.
С 1936 года находился на конструкторской и руководящей хозяйственной работе. В 1939 году был назначен главным технологом ГОМЗ. С 1944 по 1947 год работал на Красногорском механическом заводе — главным инженером, заместителем директора завода.
С 1947 по 1958 год на руководящей работе в министерствах вооружения СССР и оборонной промышленности СССР (главный инженер, начальник Главного управления, заместитель министра).
С 1958 по 1963 год — заместитель председателя, 1-й заместитель председателя Государственного комитета Совета Министров СССР по оборонной технике.
В 1963—1965 годах — председатель Государственного комитета по оборонной технике СССР — министр СССР. С марта 1965 — министр оборонной промышленности СССР.
Член ВКП(б) с 1942 г. Член ЦК КПСС в 1966—1978 гг. Депутат Верховного Совета СССР 7-го и 8-го созывов. Лауреат Государственной премии СССР 1971 года. Похоронен в Москве, на Новодевичьем кладбище (авторы памятника скульптор Б. В. Едунов и архитектор С. И. Кучанов).

## Память
Имя С. А. Зверева было присвоено в 1979 году производственному объединению «Красногорский завод» и Ленинградскому военно-механическому техникуму (ныне — Санкт-Петербургский физико-механический инженерный колледж). В 2007 году одна из улиц в новом микрорайоне Красногорска — Павшинской пойме — получила название «улица им. Зверева».
В 1993 году Оптическим обществом имени Д. С. Рождественского была учреждена медаль С. А. Зверева как выдающегося государственного деятеля — министра оборонной промышленности СССР, внесшего большой вклад в становление и развитие оптической науки и промышленности России и Советского Союза.

## Награды и звания

Могила Зверева на Новодевичьем кладбище Москвы.

Герой Социалистического Труда (1972).
Награждён шестью орденами Ленина, двумя орденами Трудового Красного Знамени, орденом Отечественной войны 1-й степени, орденом Красной Звезды, орденом «Знак Почёта».
Лауреат Ленинской премии (1976). Лауреат Государственной премии СССР (1971).